# Fired Up!
| Figur          | Darsteller           | Deutscher Sprecher      |
| -------------- | -------------------- | ----------------------- |
| Shawn Colfax   | Nicholas D’Agosto    | Benedikt Weber          |
| Nick Brady     | Eric Christian Olsen | Johannes Raspe          |
| Carly Davidson | Sarah Roemer         | Maren Rainer            |
| Dr. Rick       | David Walton         | Oliver Mink             |
| Bianca         | Danneel Ackles       | Annina Braunmiller-Jest |
| Gwenyth        | AnnaLynne McCord     | Shandra Schadt          |
| Sylvia         | Margo Harshman       |                         |
| Diora          | Molly Sims           | Solveig Duda            |
| Poppy Colfax   | Juliette Goglia      | Gabrielle Pietermann    |
| Angela         | Hayley Marie Norman  | Malika Bayerwaltes      |
| Brewster       | Adhir Kalyan         | Manuel Straube          |
| Coach Keith    | John Michael Higgins | Gudo Hoegel             |
| Downey         | Jake Sandvig         | Benedikt Gutjan         |
| Mookie         | Michael Blaiklock    | Stefan Günther          |
| Sara           | Amber Stevens        |                         |
| Kara           | Jessica Szohr        |                         |

Fired Up! (dt. Titelzusatz Das Cheerleader-Camp) ist eine US-amerikanische Filmkomödie mit Nicholas D’Agosto, Eric Christian Olsen und Sarah Roemer aus dem Jahre 2009. Die Regie führte Will Gluck.

## Handlung
Die High-School-Schüler Nick und Shawn sind die Footballstars des Gerald R. Ford High School Footballteams und sehr charmante Aufreißer. Ihre Mannschaft hat vor, für zwei Wochen in ein Footballcamp zu fahren, worauf beide aber keine Lust haben, da sie solange ohne Mädchen aushalten müssten.
Auf einer Party erfahren sie durch die „Tigers“, den Cheerleadern ihrer Schule, von einem Cheerleader Camp, wo sich 300 Cheerleaderinnen treffen, um zu trainieren. Daraufhin lassen sie sich von Poppy, Shawns jüngeren Schwester, einige Figuren zeigen, um auch ins Camp zu gelangen. Sie werden aufgenommen, obwohl der Captain der „Tigers“ Carly dagegen ist.
Im Cheerleader Camp angekommen verbringen sie eine tolle Zeit und treffen sich mit sehr vielen Mädchen. Shawn und Carly kommen sich näher und er verliebt sich in sie, daher hat er keine Lust mehr sich mit Mädchen zu treffen. Doch leider hat Carly einen Freund, Rick, der nur eine Beziehung mit ihr eingegangen ist, um seine Eltern zu besänftigen, die Carly sehr gernhaben, und so zu bekommen was er will. Er trifft sich ebenfalls mit Cheerleadern. Shawn bekommt dies mit und will es Carly erzählen doch sie werden von Rick gestört, der Shawn und Nick ganz und gar misstraut. Auch Nick verliebt sich, und zwar in die attraktive Frau des Coaches, Diora. Sie lässt ihn einige Male abblitzen.
Nick und Shawn hatten zu Beginn des Camps beschlossen nach 2 Wochen wieder abzureisen, um eine Hausparty bei einem ihrer Freunde nicht zu verpassen. Doch das Cheerleaderteam hat sich durch ihre Hilfe stark verbessert und Shawn will Carly nicht im Stich lassen. Also beschließen sie doch noch zu bleiben. Selbst die Erzfeinde der „Tigers“, die „Panthers“ gestehen sich die große Verbesserung ihrer Konkurrenten ein.
Doch dann entdeckt Carlys Freund Rick die Busfahrkarten, die eigentlich für die Rückfahrt von Shawn und Nick gedacht waren. Rick liest auch laut aus dem entwendeten Tagebuch von Nick vor, worin er Gedichte über seine Liebe zu Diora verfasst hat. Diora bekommt dies zufällig mit. Carly und das Cheerleaderteam sind sehr enttäuscht von den Jungs und durch weitere Missverständnisse fahren die beiden nun doch nach Hause.
Bei der Hausparty ihres Freundes kommt bei den beiden nicht so richtig Freude auf und sie merken, dass sie große Sympathien für die Cheerleaderinnen aus dem Team entwickelt haben und lieber zurück reisen wollen, um sie bei dem anstehenden Wettkampf zu unterstützen. Ihr Auftritt verläuft gut, bis Shawn ein kleines Missgeschick passiert.
Carly sieht während ihres Auftritts, wie Rick mit dem Captain der „Panthers“ rummacht und trennt sich von ihm. Carly küsst Shawn nach dem Auftritt und gesteht ihm, dass er es war, der sie immer motiviert hat. Sie werden ein Paar.
Das Cheerleaderteam erreicht Platz 19, was laut Carly 10 Plätze besser ist als beim letzten Wettkampf.

## Kritiken
Fired Up! erhielt ein schlechtes Presseecho, was sich auch in den Auswertungen US-amerikanischer Aggregatoren widerspiegelt. So erfasst Rotten Tomatoes überwiegend kritische Besprechungen und ordnet den Film dementsprechend als „Gammelig“ ein. Laut Metacritic fallen die Bewertungen im Mittel „Grundsätzlich Ablehnend“ aus.

„Öde Teenager-Komödie, die wenig Neues zu bieten hat, immerhin aber die Niederungen des Genres meidet.“

„Egal wie niedrig man die Erwartungen an Fired Up! setzt, er wird überraschen und das nicht im Guten. […] Das ist ein Sumpf aus gescheitertem Humor. Alle Witze sind alt, offensichtlich und weit vorher angekündigt. […] Irgendwann waren die vielleicht mal ein Kichern wert, aber inzwischen würde man alles tun – auch Dinge, die in allen 50 Staaten illegal sind –, damit das aufhört.“

„Fired Up! ist ein Abklatsch für alle, die vom Highschool-Comedy-Genre und hüpfenden Mädels in knappen Outfits nicht genug bekommen können.“